# Gumai
Gumai (Ghūmay) é uma vila na província de Badaquexão, situada no nordeste do Afeganistão.